# David H. Levy
David H. Levy, kanadski astronom, * 22. maj 1948, Montreal, Québec, Kanada

## Delo
Odkril je 22 kometov. Nekatere je odkril samostojno, druge pa skupaj z Carolyn S. Shoemaker ali z Eugenom M. Shoemakerjem.
Kometi, pri katerih je bil soodkritelj, so 118P/Shoemaker-Levy (Shoemaker-Levy 4), 129P/Shoemaker-Levy (Shoemaker-Levy 3), 135P/Shoemaker-Levy (Shoemaker-Levy 8), 137P/Shoemaker-Levy (Shoemaker-Levy 2), 138P/Shoemaker-Levy (Shoemaker-Levy 7), 145P/Shoemaker-Levy (Shoemaker-Levy 5) in 181P/Shoemaker-Levy (Shoemaker-Levy 6).
Njemu v čast so poimenovali asteroid 3673 Levy.